# Condensateur social
 (septembre 2018).
Si vous disposez d'ouvrages ou d'articles de référence ou si vous connaissez des sites web de qualité traitant du thème abordé ici, merci de compléter l'article en donnant les références utiles à sa vérifiabilité et en les liant à la section « Notes et références ».

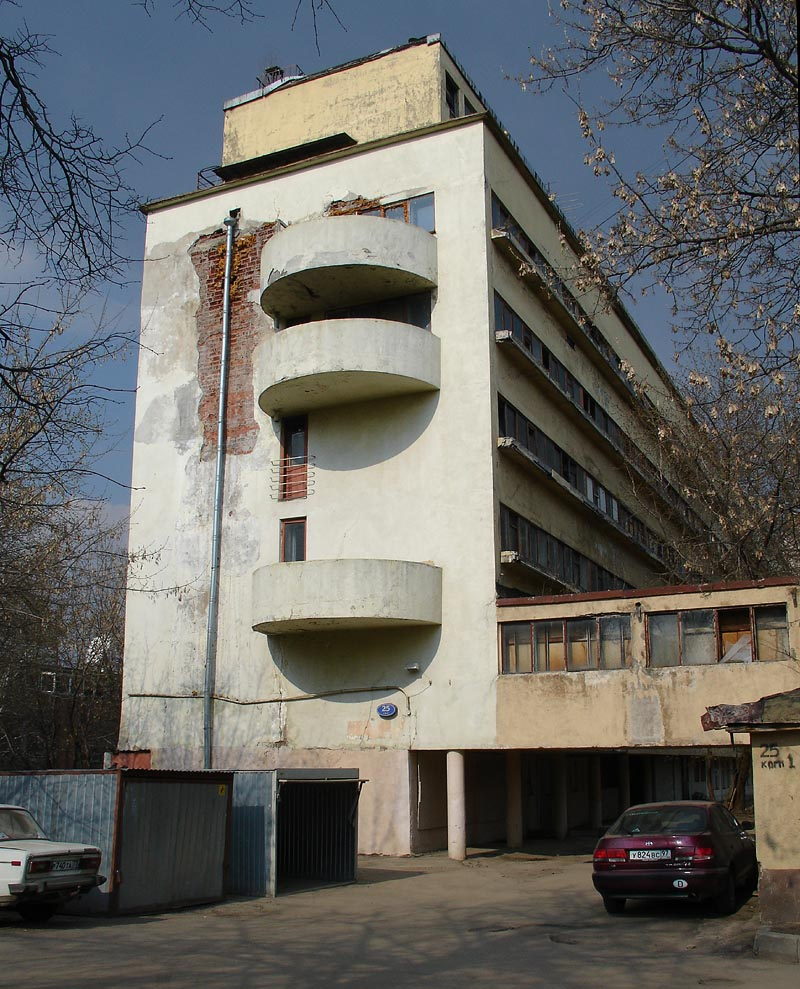
Le Narkomfin à Moscou

Tiré de la théorie constructiviste soviétique, le condensateur social est un concept spatial appliqué à l'architecture. 

## Origine
Lors du discours inaugural de la première conférence du groupe OSA en 1928, Moisei Ginzbourg déclara que « le principal objectif du Constructivisme [...] est de définir le « condensateur social » de l'époque. » Le seul bâtiment qui incarne le mieux cette idée est le Narkomfin à Moscou, commencé en 1928 et terminé en 1932.
L'idée centrale du condensateur social est de prétendre que l'architecture a la capacité d'influencer les comportements sociaux. L'intention du condensateur social était d'influer sur la conception des espaces publics avec comme but de rompre la perception des hiérarchies sociales au profit d'espaces socialement équitables.